# Batman: A bátor és a vakmerő
A Batman: A bátor és a vakmerő (eredeti cím: Batman: The Brave and the Bold) 2008-tól 2011-ig futott amerikai televíziós 2D-s számítógépes animációs sorozat, amely a Cartoon Networkön futott. Műfaját tekintve akciófilm-sorozat, kalandfilmsorozat és filmvígjáték-sorozat. Amerikában először 2008. november 14-én, Magyarországon 2010. január 11-én tűzték műsorra.
A sorozatnak nincs átfogó története, minden epizód másról szól.

## Szereplők
- Bruce Wayne / Batman – Ő a főhős, egy denevérember, aki megmenti Gotham City-t a gonoszoktól. Kék köpenye van, és fekete maszkja. Fegyverei: denevérbumeráng, füstbomba, és a batmobil. Két segítője, a Zöld Íjász és a Kék Bogár mindig vele vannak. Eredeti hangja Diedrich Bader.[4]
- Zöld Íjász (Green Arrow) – Egy Robin Hood-szerű ember zöld csúcsos sapkában, aki íjával győzi le a gonoszt. Ő Batman egyik segédje.
- Jaime Reyes / Kék Bogár (Blue Beetle) – Egy tizenéves fiú, akinek van egy különleges bogár ruhája. Batman tanítja őt, de sokszor inkább ő tanítja Batmant.
- Aquaman – Jelenleg ő Atlantis királya. Képes kommunikálni a halakkal és a bálnákkal, legtöbbször így segíti Batmant. Ő a Robin után következő legnagyobb szövetséges, akit Batman tanít a szuperhősmesterséghez.
- Robin – Ő Batman legrégebbi szövetségese, akivel már számtalan legyőzhetetlennek tűnő gonoszt legyőztek. A fiú egy fegyverekből összeállított övet visel. A sorozatban már kevesebb alkalommal találkozhatunk vele.
- Vörös tornádó (Red Tornado) – Ő a legfürgébb és a legforróbb hős a csapatban. Ha pörögni kezd, hamarosan egy vörös színű tornádóvá alakul át, s életveszélyen forróvá válik a teste.
- Ryan Choi / Az Atom – Doktor Choi eredetileg egy fizikus, akinek különleges képessége az övében rejlik amit maga fejlesztett ki. Ennek segítségével képes mikroszkopikus méreteket ölteni, amelyek sokszor hasznosnak bizonyulnak. Például az egyik részben egy életveszélyes fertőzéstől mentette meg Batman-t, amikor bejutott a denevérember szervezetébe. Batman egyik legsegítőkészebb és leghatározottabb szövetségese.
- Fekete Kanári (Black Canary) – Batman egyetlen női szövetségese. Kitűnő közelharcos, aki veszélyhelyzetben vakmerően küzd az ellenségével. Szuperképessége a "szónikus rikoltás".
- Edward "Angolna" O'Brian / Gumiember (Plastic Man) – Mint neve mutatja különleges képessége a "nyúló" képesség. Kezdetben bűnöző volt, aki jó útra tért.
- Metamorpho – Nem tekinthető Batman szövetségesének. Inkább egy háttérszereplő, aki a sorozatban nagyjából 2-er szerepelt. Különleges képessége az alak, anyag és sűrűségváltás. Eredeti neve Rex Mason, aki egy katonai kísérlet következtében változott át "szörnnyé".
- Vadmacska (Wildcat) – Batman egy régi barátja. Nem rendelkezik szupererővel.
- Zöld Lámpás hadtest (Green Lantern corps) – Az univerzum rendjét felügyelő, lényegében intergalaktikus hatóság. Tagjai az úgynevezett "lámpások", az univerzum egy szektorára rendszerint két lámpás jut. A lámpás fegyvere egy speciális Erőgyűrű, mellyel zöld energianyalábokat képesek megidézni, és azt az akarat- és képzeleterejük alapján formázni, akár hasznos tárgyakat megidézve. Két tagja, Hal Jordan, a NASA egykori tesztpilótája, valamint Guy Gardner, Batman szövetségesei, szuperhős álnevük is Zöld Lámpás.

## Magyar hangok
- Albert Gábor – Kísértet úr
- Bácskai János – Vadmacska
- Bartucz Attila – Gumiember
- Bolla Róbert – Gorilla Grodd
- Botár Endre – Wong Fei
- Bódy Gergely – Denevérsrác (2. hang), Fred Jones
- Csere Ágnes – Pacákarc
- Csuha Lajos – Órakirály (2. hang), Mr. Star
- Előd Álmos – Fekete Mennykő
- Endrédi Máté – Felolvasó
- Faragó András – Csiga
- Fehér Péter – Etrigan, a démon
- Fekete Zoltán – Bozont Rogers
- Galbenisz Tomasz – Joker, Vörös Csuklyás, Scooby-Doo-beli Joker, Rébusz (1. hang)
- Gubányi György István – Skeets
- Haagen Imre – Scooby-Doo-beli Pingvin
- Hámori Eszter – Diána Blake
- Hegedűs Miklós – Dr. Poláris
- Jakab Csaba – Batman, Bagolyember, Scooby-Doo-beli Batman
- Joó Gábor – Gibble vezető
- Juhász Zoltán – Kétarc
- Kapácsy Miklós – Batboy
- Katona Zoltán – Lélek Kalóz
- Kisfalusi Lehel – Az Atom, Dyna-Mite, Mókazsák, Boston Brand, Omac
- Kossuth Gábor – Denevérsrác (1. hang)
- Kováts Dani – Buddy
- Madarász Éva – Vilma Dinkley
- Maday Gábor – Agy, Despero
- Megyeri János – Adam Strange, Marsbéli fejvadész
- Melis Gábor – Repesz
- Molnár Levente – Kék Bogár, Skarlát Bogár
- Németh Gábor – Kreegaar tábornok
- Orosz Helga – Morgaine Le Fay
- Ősi Ildikó – Trung
- Papucsek Vilmos – Kanjar Ro
- Pálfai Péter – G'Nort
- Pálmai Szabolcs – Tornádó Bajnok
- Pipó László – Guy Gardner, Rubin
- Presits Tamás – Órakirály (1. hang)
- Renácz Zoltán – Scooby-Doo-beli Robin
- Rudas István – Merlin
- Seder Gábor – Zöld Íjász, Kék Nyilas
- Seres Dániel – Ted Kord / Kék Bogár
- Seszták Szabolcs – Booster Gold
- Stern Dániel – Equinox
- Szabó Gertrúd – Alanna
- Szalay Csongor – Fürge
- Szokol Péter – Babaarc, Denevérsrác (3. hang)
- Tokaji Csaba – Vörös Tornádó, Ezüst Ciklon
- Törtei Tünde – Vadásznő
- Ungvári Gergely – Robin
- Varga Gábor – Bronztigris
- Varga Rókus – Sinestro
- Vass Gábor – Aquaman, Scooby-Doo
- Vági Viktória – Katana, Csillaglány, Jég
- Várday Zoltán – Sardath, Nagyfőnök
- Vári Attila – Hal Jordan
- Versényi László – Dr. Watson
- Zöld Csaba – Róka

## Epizódok
| Bemutató dátuma | #   | Magyar cím                            | Angol cím                                    |
| --------------- | --- | ------------------------------------- | -------------------------------------------- |
|                 |     |                                       |                                              |
| ELSŐ ÉVAD       |     |                                       |                                              |
|                 |     |                                       |                                              |
| 2010. 01. 11.   | 01. | A Kék Bogár felemelkedése             | The Rise of the Blue Beetle!                 |
|                 |     |                                       |                                              |
| 2010. 01. 12.   | 02. | Terror a Dínó-szigeten                | Terror on Dinosaur Island!                   |
|                 |     |                                       |                                              |
| 2010. 01. 13.   | 03. | Tengermélyi veszedelem                | Evil Under the Sea!                          |
|                 |     |                                       |                                              |
| 2010. 01. 14.   | 04. | A Sötét Lovag napja                   | Day Of The Dark Knight!                      |
|                 |     |                                       |                                              |
| 2010. 01. 15.   | 05. | Titkos Télapó invázió                 | Invasion of the Secret Santas!               |
|                 |     |                                       |                                              |
| 2010. 01. 17.   | 06. | A Kívülállók színre lépnek            | Enter the Outsiders!                         |
|                 |     |                                       |                                              |
| 2010. 01. 18.   | 07. | A Holtember hajnala                   | Dawn of the Dead Man!                        |
|                 |     |                                       |                                              |
| 2010. 01. 19.   | 08. | A Kék Bogár bukása                    | Fall of the Blue Beetle!                     |
|                 |     |                                       |                                              |
| 2010. 01. 20.   | 09. | Utazás a Denevér Közepébe             | Journey to the Center of the Bat!            |
|                 |     |                                       |                                              |
| 2010. 01. 21.   | 10. | Despero szeme                         | The Eyes of Despero!                         |
|                 |     |                                       |                                              |
| 2010. 01. 22.   | 11. | Az Árnyék Klán visszatér              | Return of the Fearsome Fangs!                |
|                 |     |                                       |                                              |
| 2010. 01. 23.   | 12. | Batman sötét álcája                   | Deep Cover for Batman!                       |
|                 |     |                                       |                                              |
| 2010. 01. 24.   | 13. | Leszámolás Bagolyemberrel             | Game Over for Owlman!                        |
|                 |     |                                       |                                              |
| 2010. 01. 25.   | 14. | Rejtély az űrben                      | Mystery in Space!                            |
|                 |     |                                       |                                              |
| 2010. 01. 26.   | 15. | Egyezség a démonnal                   | Trials of the Demon!                         |
|                 |     |                                       |                                              |
| 2010. 01. 27.   | 16. | A Vadásznő éjszakája                  | Night of the Huntress!                       |
|                 |     |                                       |                                              |
| 2010. 01. 28.   | 17. | A Hódító Barlanglakó veszedelme       | Menace of the Conqueror Caveman!             |
|                 |     |                                       |                                              |
| 2010. 01. 29.   | 18. | A bosszú színe                        | The Color of Revenge!                        |
|                 |     |                                       |                                              |
| 2010. 01. 30.   | 19. | A Sötét Lurkó legendája               | Legends of the Dark Mite!                    |
|                 |     |                                       |                                              |
| 2010. 01. 31.   | 20. | Éljen a Tornádó Úr                    | Hail the Tornado Tyrant!                     |
|                 |     |                                       |                                              |
| 2010. 02. 01.   | 21. | Csalók párviadala                     | Duel of the Double Crossers!                 |
|                 |     |                                       |                                              |
| 2010. 02. 02.   | 22. | Az utolsó denevér a földön            | Last Bat On Earth!                           |
|                 |     |                                       |                                              |
| 2010. 02. 03.   | 23. | Omac támadása                         | When Omac Attacks!                           |
|                 |     |                                       |                                              |
| 2010. 02. 04.   | 24. | Equinox végzete                       | The Fate of Equinox!                         |
|                 |     |                                       |                                              |
| 2010. 02. 05.   | 25. | A nagy Karmester tombolása            | Mayhem of the Music Meister!                 |
|                 |     |                                       |                                              |
| 2010. 02. 06.   | 26. | A Kívülállók fejébe                   | Inside the Outsiders!                        |
|                 |     |                                       |                                              |
| MÁSODIK ÉVAD    |     |                                       |                                              |
|                 |     |                                       |                                              |
| 2011. 01. 10.   | 27. | A törvény hosszú karja                | Long Arm of the Law!                         |
|                 |     |                                       |                                              |
| 2011. 01. 11.   | 28. |                                       | Revenge of the Reach!                        |
|                 |     |                                       |                                              |
| 2011. 01. 12.   | 29. | A halál futam                         | Death Race to Oblivion!                      |
|                 |     |                                       |                                              |
| 2011. 01. 13.   | 30. | Aquaman vérlázító kalandja            | Aquaman’s Outrageous Adventure!              |
|                 |     |                                       |                                              |
| 2011. 01. 14.   | 31. | Az igazság aranykora                  | The Golden Age of Justice!                   |
|                 |     |                                       |                                              |
| 2011. 01. 17.   | 32. | A fémemberek ütközete                 | Clash of the Metal Men!                      |
|                 |     |                                       |                                              |
| 2011. 01. 18.   | 33. | A megosztott denevér                  | A Bat Divided!                               |
|                 |     |                                       |                                              |
| 2011. 01. 19.   | 34. | Segédek, gyülekező!                   | Sidekicks Assemble!                          |
|                 |     |                                       |                                              |
| 2011. 01. 20.   | 35. | Az X bolygó Super-Batman-e            | The Super-Batman of Planet X!                |
|                 |     |                                       |                                              |
| 2011. 01. 21.   | 36. | A Shazam ereje                        | The Power of Shazam!                         |
|                 |     |                                       |                                              |
| 2011. 01. 24.   | 37. | Az éj rejtélye                        | Chill of the Night!                          |
|                 |     |                                       |                                              |
| 2011. 01. 25.   | 38. | Gorillák köztünk                      | Gorillas In Our Midst!                       |
|                 |     |                                       |                                              |
| 2011. 01. 26.   | 39. | Starro ostroma                        | The Siege of Starro!                         |
| 2011. 01. 27.   | 40. | Starro ostroma                        | The Siege of Starro!                         |
|                 |     |                                       |                                              |
| 2011. 01. 28.   | 41. | Rekviem a sebes skarlátért            | Requiem for a Scarlet Speedster!             |
|                 |     |                                       |                                              |
| 2011. 01. 31.   | 42. | Az utolsó őrjárat                     | The Last Patrol!                             |
|                 |     |                                       |                                              |
| 2011. 02. 01.   | 43. | Gyufás Malone maszkja                 | The Mask of Matches Malone!                  |
|                 |     |                                       |                                              |
| 2011. 02. 02.   | 44. | Veszettek veszedelme                  | Menace of the Madniks!                       |
|                 |     |                                       |                                              |
| 2011. 02. 03.   | 45. | Joker császár                         | Emperor Joker!                               |
|                 |     |                                       |                                              |
| 2011. 02. 04.   | 46. | A testcserés összeesküvés             | The Criss Cross Conspiracy!                  |
|                 |     |                                       |                                              |
| 2011. 02. 07.   | 47. | A prototípusok átka                   | The Plague of the Prototypes!                |
|                 |     |                                       |                                              |
| 2011. 02. 08.   | 48. | Éljenek a szabadságharcosok           | Cry Freedom Fighters!                        |
|                 |     |                                       |                                              |
| 2011. 02. 09.   | 49. | A holnap lovagjai                     | The Knights of Tomorrow!                     |
|                 |     |                                       |                                              |
| 2011. 02. 10.   | 50. | Közeleg a sötétség                    | Darkseid Descending!                         |
|                 |     |                                       |                                              |
| 2011. 02. 11.   | 51. |                                       | Bat-Mite Presents: Batman's Strangest Cases! |
|                 |     |                                       |                                              |
| 2011. 02. 14.   | 52. | A titokzatos Mr. Ész                  | The Malicious Mr. Mind!                      |
|                 |     |                                       |                                              |
| HARMADIK ÉVAD   |     |                                       |                                              |
|                 |     |                                       |                                              |
| .02.2012        | 53. |                                       | Battle of the Superheroes!                   |
|                 |     |                                       |                                              |
| 2012. 02. 10.   | 54. | Joker: A gaz és a gyalázatos          | Joker: The Vile and the Villainous!          |
|                 |     |                                       |                                              |
| .02.2012        | 55. |                                       | Shadow of the Bat!                           |
|                 |     |                                       |                                              |
| .02.2012        | 56. |                                       | Night of the Batmen!                         |
|                 |     |                                       |                                              |
| .02.2012        | 57. |                                       | The Scorn of Star Sapphire!                  |
|                 |     |                                       |                                              |
| .02.2012        | 58. |                                       | Time Out for Vengeance!                      |
|                 |     |                                       |                                              |
| .02.2012        | 59. |                                       | Sword of the Atom!                           |
|                 |     |                                       |                                              |
| .02.2012        | 60. |                                       | Triumvirate of Terror!                       |
|                 |     |                                       |                                              |
| .02.2012        | 61. |                                       | Bold Beginnings!                             |
|                 |     |                                       |                                              |
| .02.2012        | 62. |                                       | Powerless!                                   |
|                 |     |                                       |                                              |
| .02.2012        | 63. | Krízis 35 ezer méterrel a föld felett | Crisis 22,300 Miles Above Earth!             |
|                 |     |                                       |                                              |
| .02.2012        | 64. | Négy fantasztikus kaland              | Four Star Spectacular!                       |
|                 |     |                                       |                                              |
| .02.2012        | 65. |                                       | Mitefall!                                    |
|                 |     |                                       |                                              |